# ツィクロンB

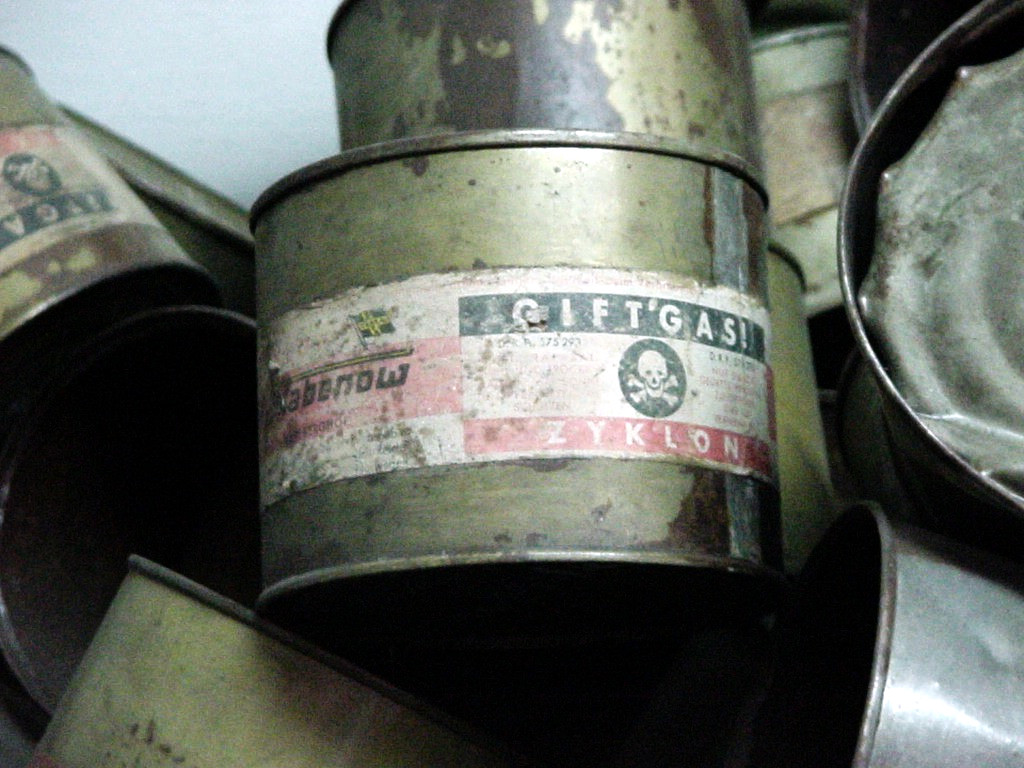
Zyklon B

ツィクロンB（独: Zyklon B, 英: Cyclon B）とは、ドイツのシアン化物系殺虫剤の商標である。第二次世界大戦中にナチス・ドイツによるホロコーストで、強制収容所のガス室で毒ガスとして用いられたとされている。現在は農薬としては用いられておらず、その他の使用（シラミ除去など）に対してもユダヤ人団体からの抗議で商用に至っていない。
片仮名転記の際には「チクロンB」と表記される場合もあり、英語読みで「サイクロンB」とも言うが、全て同じ薬剤である。

## 成分と特性

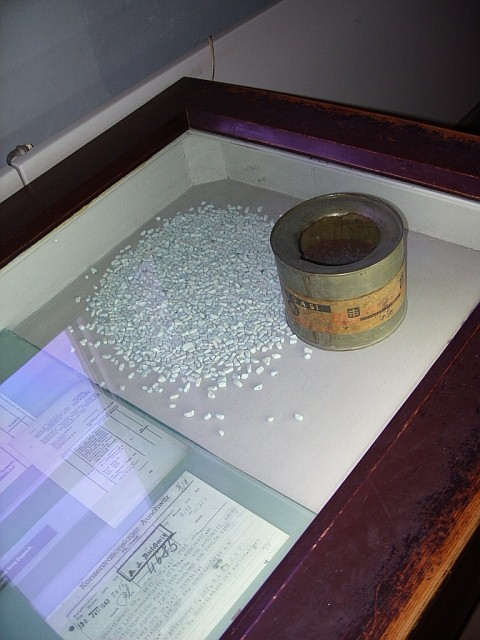
ツィクロンB（アウシュヴィッツ・ビルケナウ博物館）

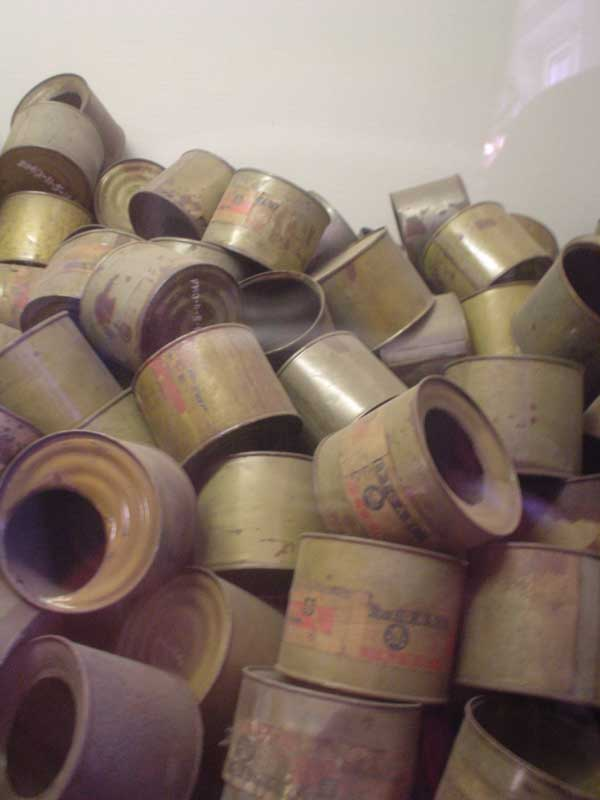
第二次世界大戦終了時、連合国が発見したツィクロンBの空き缶。オシフィエンチム博物館所蔵。

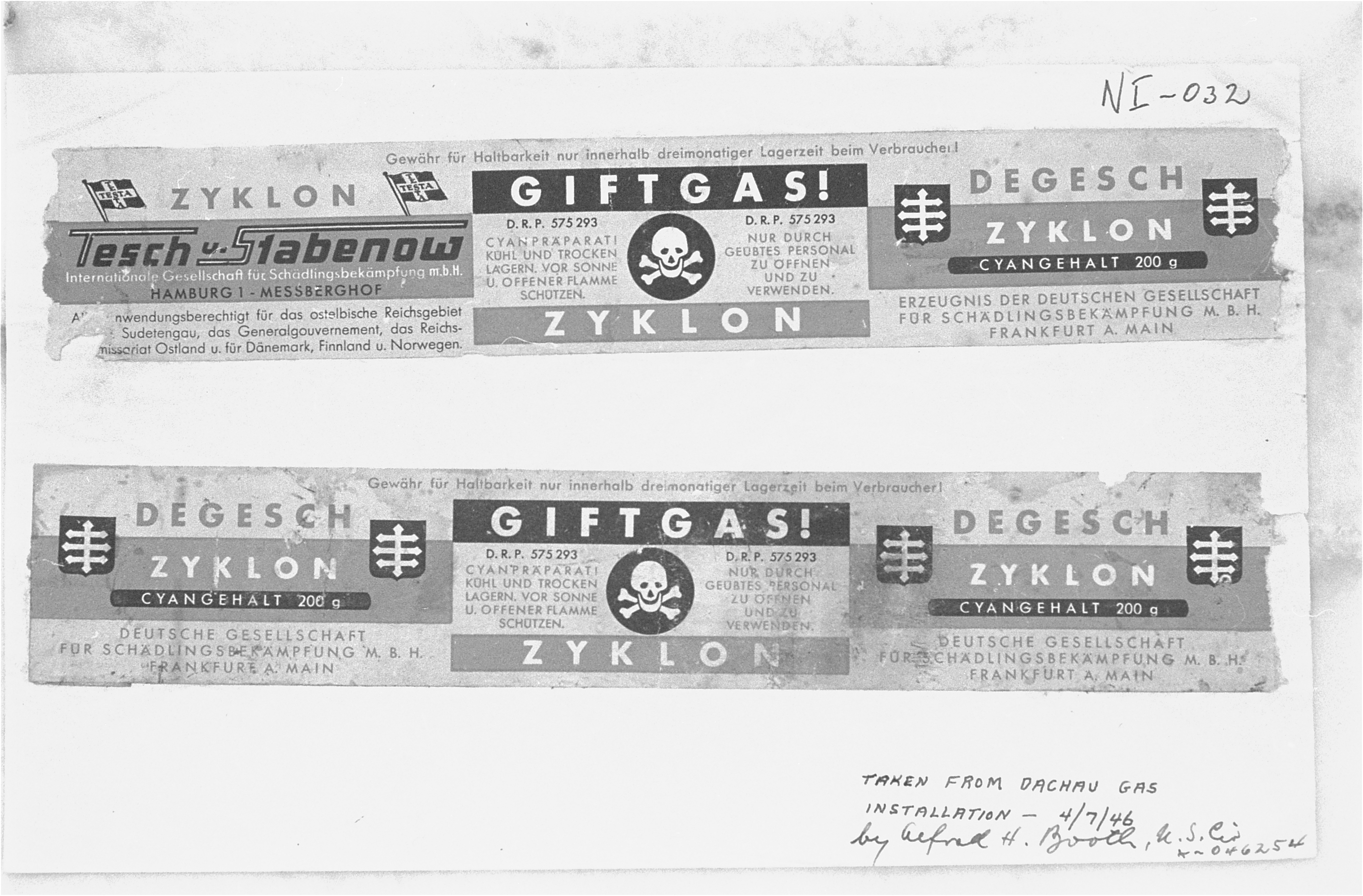
ツィクロンBの缶に貼られていたラベル。毒ガス「GIFTGAS」であるとの文字による警告や、製造者の「DEGESCH」の文字や、販売者である「Tesch & Stabenow」の文字も確認できる。

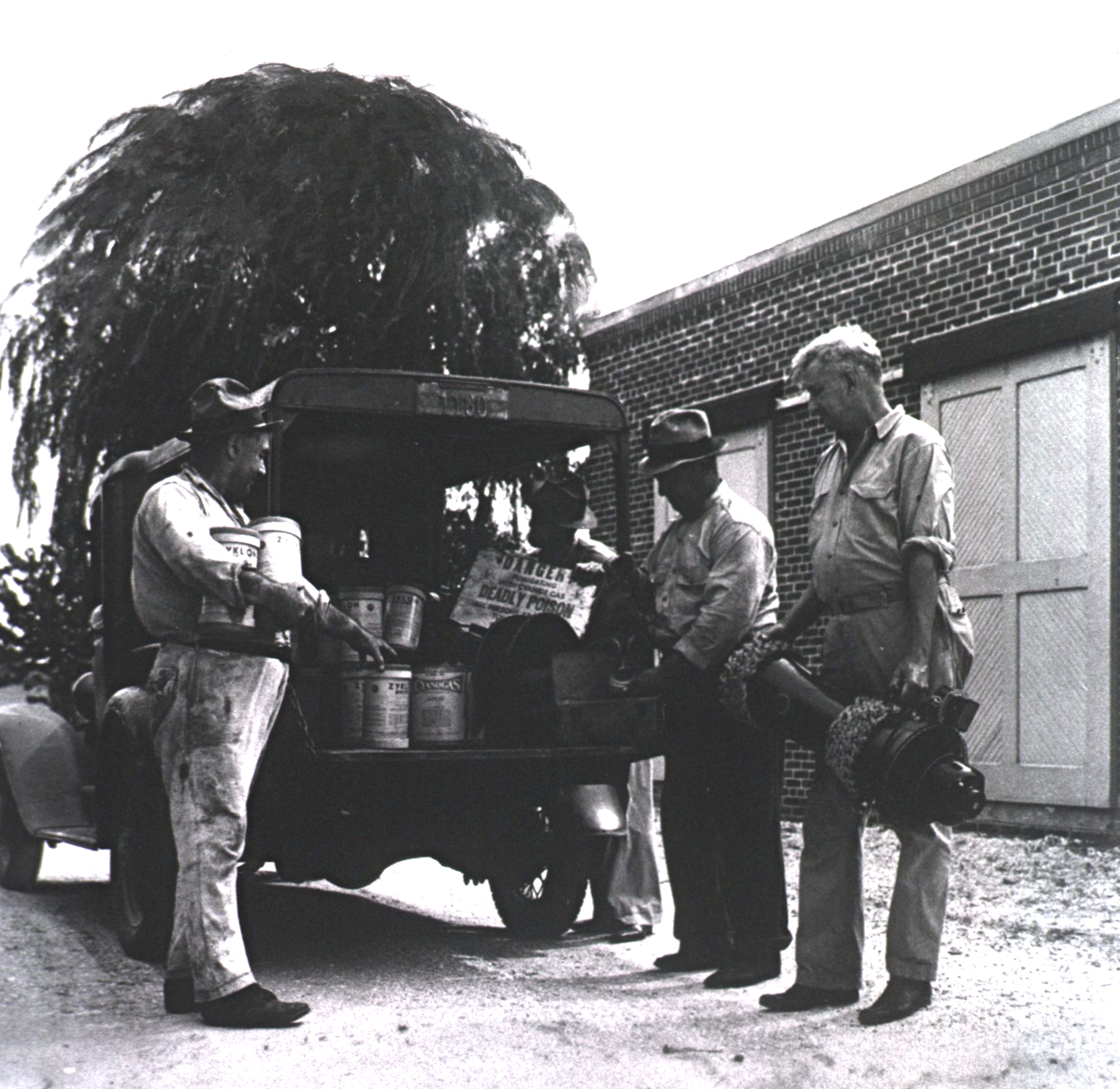
燻蒸消毒（ニューオーリンズ、1939年）

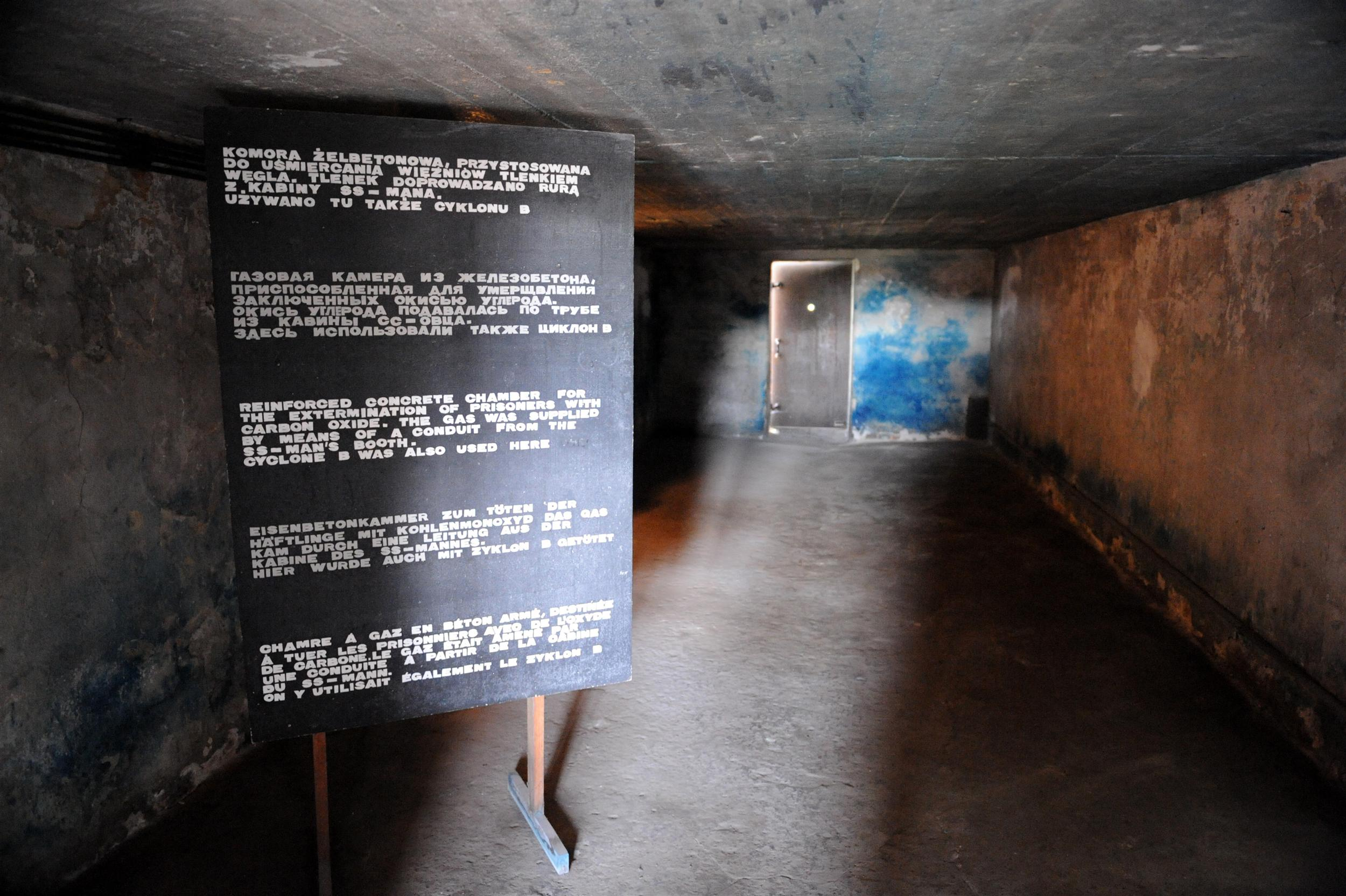
（元マイダネク強制収容所のガス室。

ツィクロンBは有効成分にシアン化水素（青酸化合物）などを含む殺虫剤である。動物にとってシアン化水素が致死的であることは広く知られていた。これを毒ガス兵器として使用する試みもあったものの、青酸ガスは空気より軽く拡散しやすいために短期間で効力を失うことから兵器としては不適当であった。ドイツでは、青酸化合物は密閉された空間で使われる殺虫剤として有用と考えられていた。

## 歴史
ユダヤ人からプロテスタントに改宗したフリッツ・ハーバーは、1917年から青酸化合物を利用した殺虫剤の研究を始めた。戦時ドイツの食糧難を解決するため、軍からの指示と協力があったと言われる。
研究は毒ガス研究者と昆虫学者の共同作業ですすめられ、第一次世界大戦の終結をはさんで、1923年に商品化された。ツィクロンA（主成分はシアノギ酸エチル）、B、C（主成分はクロロピクリン）が作られ、このうちBはもっとも有名である。ツィクロンBはペレットやファイバー・ディスク、珪藻土などの吸着剤に、青酸化合物と安定剤、警告用の臭気剤（ブロモ酢酸エチル）などをしみ込ませた白色の粉状物で、これをブリキ缶などの密閉容器に保存した。青酸化合物を安全に長期間保管ができることと、いつでも使用できることを両立した製品であった。
ツィクロンBは開封後に殺虫する密閉した室内に内容物を薄く散布する。標準的な処理時間は16時間で、摂氏5度以下の場合で32時間、加熱すれば最低でも6時間に短縮できる。
使用後の換気は最低20時間行うこととされている。ツィクロンBは発疹チフスを媒介するシラミの対策にとくに有効とされたが、広く穀物などの燻蒸殺菌にも用いられた。
ツィクロンBは、アウシュヴィッツ＝ビルケナウやマイダネクといった強制収容所で、ユダヤ人・政治犯・戦争捕虜や同性愛者などに対するガス殺に使用された。デゲッシュ社にはアウシュヴィッツ収容所などへの納品書が残っており、アウシュヴィッツには20トンのツィクロンBが納入されている。
戦前、プラハで配布されていたこの製剤のドイツ語の取扱説明書に、その物性に関わる記述がある。戦後、連合国は、プラハで配布されていたこの取扱説明書を押収し、これを重要視して、ニュルンベルク裁判の証拠資料の1つに採用した。
1940年の1月か2月にブーヘンヴァルト強制収容所で、ブルノ出身の250人のロマの子供たちが実験台として殺害された。続く1941年9月にはアウシュヴィッツ第1収容所で実験が行われた。ツィクロンBは、IG・ファルベン社の子会社であるデゲッシュ社 が特許を有しており、デッサウ製糖工場等に依頼して製造され、販売はテスタ社が中心となって進められた。
ナチスはデゲシュ社に警告のための臭気を付けないツィクロンBの生産を命じたが、それは当時のドイツの法律に違反していた。戦後テスタ社の製造管理担当者2名がイギリス軍の軍事法廷によって裁かれ、化学兵器提供の罪で処刑された。
1988年、アメリカの処刑ガス室専門家であるフレッド・ロイヒターはロイヒター・レポートを作成し、その中でツィクロンBによる大量殺戮は不可能だとした。しかし1990年2月にクラクフ法医学研究所が行なった調査は、ロイヒターの説を否定している。ホロコースト否認を参照。

## ユダヤ人による抗議の影響
ツィクロンBと同じ成分のものは、農薬として用いられておらず、その他の使用（シラミ除去など）に対してもユダヤ人団体からの抗議で商用に至っていない。またツィクロン（Zyklon：ドイツ語でサイクロンの意）の単語使用に対しても、無差別虐殺の被害者であるユダヤ人は敏感な反応を見せることがある。例えば2002年、ボッシュ・シーメンスとアンブロの両社は「Zyklon」の商標登録を行おうとしたが、反対運動により断念している。